# Jacques Secretin
Jacques Jules Louis Secretin (Hollogne-aux-Pierres, 28 december 1907 - Charleroi, 29 december 1978) was een Belgisch voetballer die speelde als aanvaller. Hij speelde in het seizoen 1930-31 in Eerste klasse bij RRFC Montegnée en werd dat seizoen Belgisch topschutter.

## Loopbaan
Secretin debuteerde bij RCFC Montegnée in Provinciale (vierde niveau) en werd er op negentien jaar meteen topschutter en promoveerde naar Derde Klasse waar hij ook topschutter werd en na drie seizoenen promotie naar Tweede Klasse en vervolgens promoveerde naar Eerste klasse. Hij kende geen aanpassingsproblemen en werd meteen samen met Joseph Van Beeck van Antwerp FC topschutter met 21 doelpunten.
In dat seizoen speelde Secretin eveneens drie wedstrijden voor het Belgisch voetbalelftal en scoorde hierin één doelpunt.
Ondanks het feit dat Secretin topschutter was, kon Montegnée de degradatie naar Tweede klasse niet vermijden. Secretin werd ook het seizoen erna topschutter in tweede klasse en wekte interesse op van menige clubs maar mocht niet weg.Hierdoor weigerde hij de volgende twee seizoenen nog te spelen voor Montegnée en ging dan gratis naar Charleroi SC en speelde daar tot 1941 en scoorde nog heel wat doelpunten. Hij is de enige speler die topschutter werd in de hoogste vier klassen.Jacques was ook de regelmatigste speler als schutter, vele anderen die in lagere speelden scoorden ook meer dan in hogere, hij bleef op een constante doelpuntenregen staan tussen 18 en 28 doelpunten en werd zo vijfmaal topschutter.